# Фёрс, Раймонд
Сэр Уильям Раймонд Фёрст (англ. Raymond Firth; 25 марта 1901, Окленд — 22 февраля 2002, Лондон) — британский антрополог и этнолог новозеландского происхождения, профессор антропологии Лондонской школы экономики политических наук, доктор наук, один из основателей британской экономической антропологии. Член Британской академии (с 1949). Член Королевского антропологического института Великобритании и Ирландии (с 1940). Член Американской Академии искусств и наук(с 1963).
Образование получил в университете Окленда и в Лондонской школе экономики и политических наук. В 1924 году получил степень магистра на основе диссертации по экономике каури. Под влиянием Бронислава Малиновского и Ричарда Тоуни занялся экономической антропологией — изучением хозяйства народов Тихого океана, в том числе Маори и жителей о. Тикопии. Побывал на о. Тикопия несколько раз (1928, 1952, 1966, 1972), что стало предметом нескольких его исследований. Позже также изучал другие тихоокеанские народы и малайзийское общество. (Летом 1939 супруги Фёрсы уехали в Малайзию, по результатам исследований там вышла его работа  Malay Fishermen (1946).)
В 1930—1932 годах преподавал в Сиднейском университете, где работал с А. Радклиффом-Брауном. Затем отправился в Лондон, где преподавал в Лондонской школе экономики.
Во время Второй мировой войны британское адмиралтейство поручило ему составить четырёхтомный учебник по островам Тихого океана. В 1944 году, после смерти Бронислава Малиновского, стал профессором, заведующим кафедрой антропологии Лондонской школы экономики, где проработал до выхода на пенсию в 1968 году. Продолжал преподавать в Гавайском университете.
В 1973 году получил английское рыцарское звание.

## Избранные труды
- 1927 — Maori Hill-Forts. In: Antiquity. 1927,
- 1929 — Primitive Economics of the New Zealand Maori. Routledge, London 1929
- 1936 — We, the Tikopia : A Sociological Study of Kinship in Primitive Polynesia. George Allen & Unwin, London 1936
- 1938 — Human Types: An Introduction to Social Anthropology. T. Nelson and Sons, London, New York 1938

- (pl) Społeczności ludzkie. Wstęp do antropologii społecznej, Warszawa 1965, PWN

- 1939 — Primitive Polynesian Economy. Routledge & Sons, London 1939
- 1946 — Malay Fishermen: Their Peasant Economy. K. Paul, Trench, Trubner & Co., London 1946
- 1947 — Human types. Nelson, London 1947
- 1951 — Elements of Social Organization. Josiah Mason lectures delivered at the University of Birmingham. Watts, London 1951
- 1956 — Two studies of kinship in London. Athlone Press, University of London, London 1956
- 1959 — Economics of the New Zealand Maori. R. E. Owen, Government Printer, Wellington 1959
- 1959 — Social Change in Tikopia. Re-study of a Polynesian Community after a Generation. George Allen & Unwin, London 1959
- 1961 — History and Traditions of Tikopia. Polynesian Society, Wellington 1961
- 1961 — Elements of Social Organization. Beacon Press, Boston 1961
- 1963 — A study in Ritual Modification. The Work of the Gods in Tikopia in 1929 and 1952. Royal * Anthropological Institute of Great Britain & Ireland, London 1963
- 1964 — Man and Culture: An Evaluation of the Works of Bronislaw Malinowski. Harper and Row, New York * 1964
- 1964 — Essays on social organization and values. University of London, London 1964
- 1967 — Tikopia Ritual and Belief. Allen & Unwin, London 1967
- 1970 — Rank and Religion in Tikopia. A Study in Polynesian Paganism and Conversion to Christianity. * Allen & Unwin, London 1970
- 1973 — Symbols: Public and Private. Allen & Unwin, London 1973
- 1979 — Art and life in New Guinea. AMS Press, 1979
- 1981 — Essays on Social Organization and Values. Athlone Press, London 1981
- 1984 — Ethnographic research. A Guide to General Conduct. Academic Press, London 1984
- 1990 — Tikopia Songs. Poetic and Musical Art of a Polynesian People of the Solomon Islands. Cambridge University Press, Cambridge 1990
- 1996 — Religion. A Humanist Interpretation. Routledge, London, New York 1996